# جان میدلتون (دوچرخه‌سوار)
جان میدلتون (انگلیسی: John Middleton; ۲۱ ژوئن ۱۹۰۶ – ۲۴ ژانویهٔ ۱۹۹۱) دوچرخه‌سوار اهل بریتانیا بود.
وی در مسابقات کشوری و بین‌المللی در مجموع برندهٔ ۱ مدال نقره شده‌است.